# رتسشتادت
رتسشتادت (به آلمانی: Retzstadt) یک شهر در آلمان است که در ماین-اشپسارت واقع شده‌است.